# Who's Missing
Who's Missing — дванадцята збірка англійської групи The Who, яка була випущена 30 листопада 1985 року.

## Композиції
1. Shout and Shimmy - 3:18
2. Leaving Here - 2:50
3. Anytime You Want Me - 2:36
4. Lubie (Come Back Home) - 3:40
5. Barbara Ann - 2:01
6. I'm a Boy - 2:38
7. Mary Anne with the Shaky Hand - 3:17
8. Heaven and Hell - 3:33
9. Here for More - 2:27
10. I Don't Even Know Myself - 4:59
11. When I Was a Boy - 3:30
12. Bargain (Live) - 6:18

## Склад
- Роджер Долтрі — вокал
- Джон Ентвістл — бас гітара, бек-вокал;
- Кенні Джонс — ударні
- Піт Таунсенд — гітара, синтезатори, фортепіано